# Elecciones municipales de 2023 en Gijón
Las elecciones municipales de 2023 se celebraron en Gijón el domingo 28 de mayo, de acuerdo con el Real Decreto de convocatoria de elecciones locales en España dispuesto el 3 de abril de 2023 y publicado en el Boletín Oficial del Estado el día 4 de abril. Se eligieron a los 27 concejales que conforman el pleno del Ayuntamiento de Gijón durante la Corporación 2023-2027, que a su vez nombraron a la alcaldesa: Carmen Moriyón (Foro Asturias). 

## Resultados
Se indican los cabezas de lista de cada candidatura:
|  | 28,95 % |

|  | 28,72 % |

|  | 16,61 % |

|  | 8,01 % |

|  | 7,99 % |

|  | 5,15 % |

|  | 0,95 % |

|  | 0,71 % |

|  | 0,65 % |

|  | 0,32 % |

|  | 0,25 % |

|  | 0,20 % |

|  | 98,93 % |

|  | 1,06 % |

|  | 1,46 % |

|  | 64,09 % |

|  | 35,90 % |

## Concejales electos
Relación de concejales electos:
| N.º | Nombre                                      | Lista | Lista                  |
| --- | ------------------------------------------- | ----- | ---------------------- |
| 1   | Luis Manuel Flórez García                   |       | FSA-PSOE               |
| 2   | Lara María Martínez Fernández               |       | FSA-PSOE               |
| 3   | Constantino Vaquero Pastor                  |       | FSA-PSOE               |
| 4   | Carmen Eva Pérez Ordieres                   |       | FSA-PSOE               |
| 5   | Juan José Alonso Ordiales                   |       | FSA-PSOE               |
| 6   | Marina Pineda González                      |       | FSA-PSOE               |
| 7   | José Ramón Tuero Del Prado                  |       | FSA-PSOE               |
| 8   | Natalia González Peláez                     |       | FSA-PSOE               |
| 9   | Jacobo López Fernández                      |       | FSA-PSOE               |
| 10  | María del Carmen Moriyon Entrialgo          |       | Foro Asturias          |
| 11  | Jesús Martínez Salvador                     |       | Foro Asturias          |
| 12  | María Mitre Aranda                          |       | Foro Asturias          |
| 13  | Gilberto Villoria Palacios                  |       | Foro Asturias          |
| 14  | Ana Monserrat López Moro                    |       | Foro Asturias          |
| 15  | Pelayo Barcia Castañón                      |       | Foro Asturias          |
| 16  | Nuria Bravo Bretones                        |       | Foro Asturias          |
| 17  | Jorge González Palacios Ortea               |       | Foro Asturias          |
| 18  | Ángela Pumariega Menéndez                   |       | PP                     |
| 19  | José Jorge Pañeda Fernández                 |       | PP                     |
| 20  | Rodrigo Pintueles Espina                    |       | PP                     |
| 21  | María de Los Ángeles Fernández-Ahuja García |       | PP                     |
| 22  | Guzman Pendas Molina                        |       | PP                     |
| 23  | Javier Suárez Llana                         |       | Convocatoria por Gijón |
| 24  | Noelia Ordieres Buarfa-Mohamed              |       | Convocatoria por Gijón |
| 25  | Sara Concepción Álvarez Rouco               |       | Vox                    |
| 26  | Oliver Suárez Rubio                         |       | Vox                    |
| 27  | Olaya Suárez Fernández                      |       | Podemos                |

## Acontecimientos posteriores

### Investidura del alcalde o alcaldesa

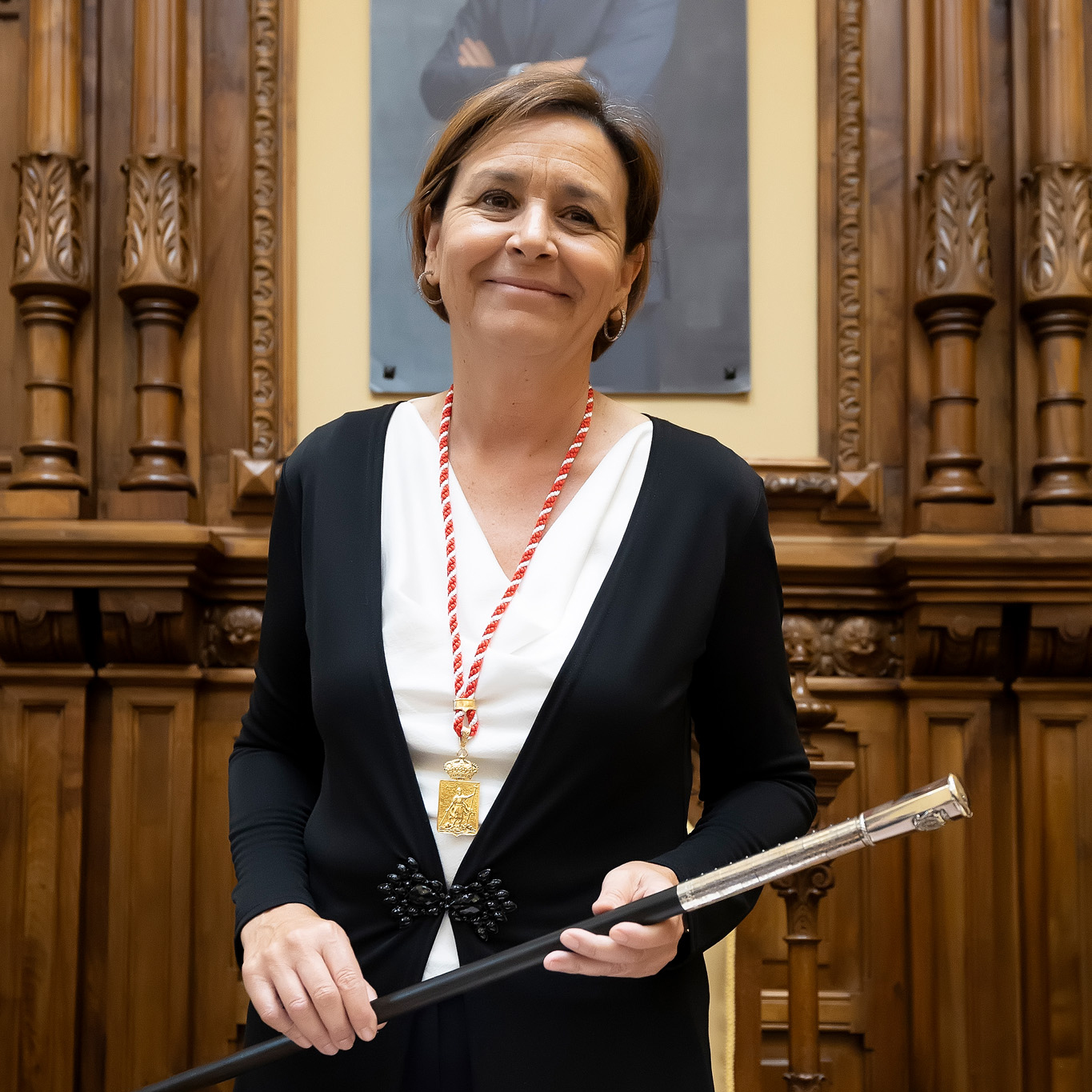
Carmen Moriyón sujeta el bastón de mando del Ayuntamiento de Gijón tras ser elegida alcaldesa el 17 de junio de 2023.

La Corporación 2023-2027 fue constituida el día 17 de junio de 2023, 20 días después de los comicios. Ese día tomaron posesión de su cargo los 27 concejales electos y se procedió a elegir al alcalde de Gijón. La persona elegida fue Carmen Moriyón, recibiendo 15 votos, los de su partido Foro Asturias (8), los de PP (5) y Vox (2). Consiguió dichos votos tras otorgar concejalías de gobierno a ambos grupos, formando un tripartito. Otro candidato a la alcaldía fue Luis Manuel Flórez "Floro", que consiguió los votos de la FSA (9) y Podemos (1). Los dos concejales de Convocatoria por Xixón optaron por la abstención.
| Candidatos a la alcaldía   | Votos |
| -------------------------- | ----- |
| Carmen Moriyón Entrialgo   | 15/27 |
| Luis Manuel Flórez "Floro" | 10/27 |
| Abstención                 | 2/27  |